# Lemyrea krugii
Lemyrea krugii är en måreväxtart som först beskrevs av Auguste Jean Baptiste Chevalier, och fick sitt nu gällande namn av Auguste Jean Baptiste Chevalier. Lemyrea krugii ingår i släktet Lemyrea och familjen måreväxter.
Artens utbredningsområde är Madagaskar. Inga underarter finns listade i Catalogue of Life.